# Castelo de Cantuária
O Castelo de Cantuária é um fortificação normanda em Cantuária, Kent, Inglaterra. Fica a cinco minutos a pé da Estação Canterbury East e da principal estação rodoviária ao redor das muralhas da cidade.
O edifício era um dos três castelos reais originais de Kent (os outros dois sendo o Castelo de Rochester e o Castelo de Dover). Todos foram construídos logo após a Batalha de Hastings, na principal estrada romana de Dover a Londres. Esta foi a rota seguida por Guilherme, o Conquistador, em outubro de 1066, e eles foram construídos originalmente como castelos de mota para proteger esta importante rota.

## História
Uma mota de madeira e recinto fortificado foi erguido em 1066 – sua mota pode ser o monte que ainda é visível nos jardins de Dane John perto do castelo de pedra (que por sua vez pode ser um cemitério romano), com Dane John derivando de donjon.
A grande fortaleza de pedra foi construída em grande parte no reinado de Henrique I como um dos três castelos reais em Kent. Esta estrutura maciça, que tem dimensões de cerca de 98 por 85 pés externamente na base, originalmente tinha provavelmente pelo menos 80 pés de altura. É feito principalmente de pederneira e entulho de arenito. Por volta do século XIII, o castelo tornou-se a prisão do condado. Foi entregue aos invasores franceses na Primeira Guerra dos Barões. Em 1380, um novo portão foi construído.
No século XIX, foi obtido por uma empresa de gás e usado como centro de armazenamento de gás por muitos anos, durante os quais o último andar foi destruído.
O castelo é propriedade da autarquia local desde 1928. Encontra-se encerrado devido à queda da alvenaria desde 2018, embora existam planos provisórios para a sua restauração e reabertura em 2021.

## Imagens

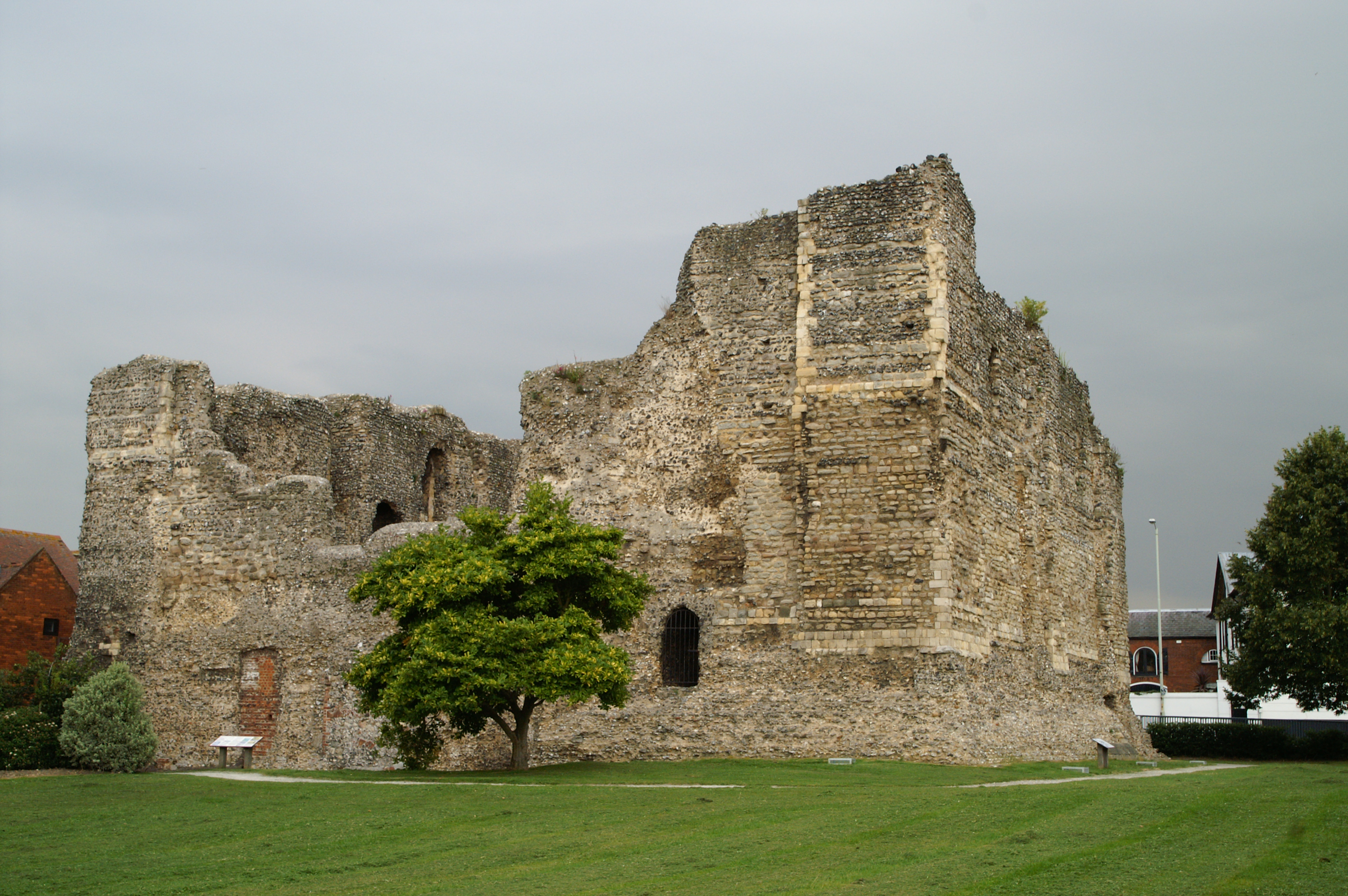
Castelo de Cantuária construído entre 1100 e 1135
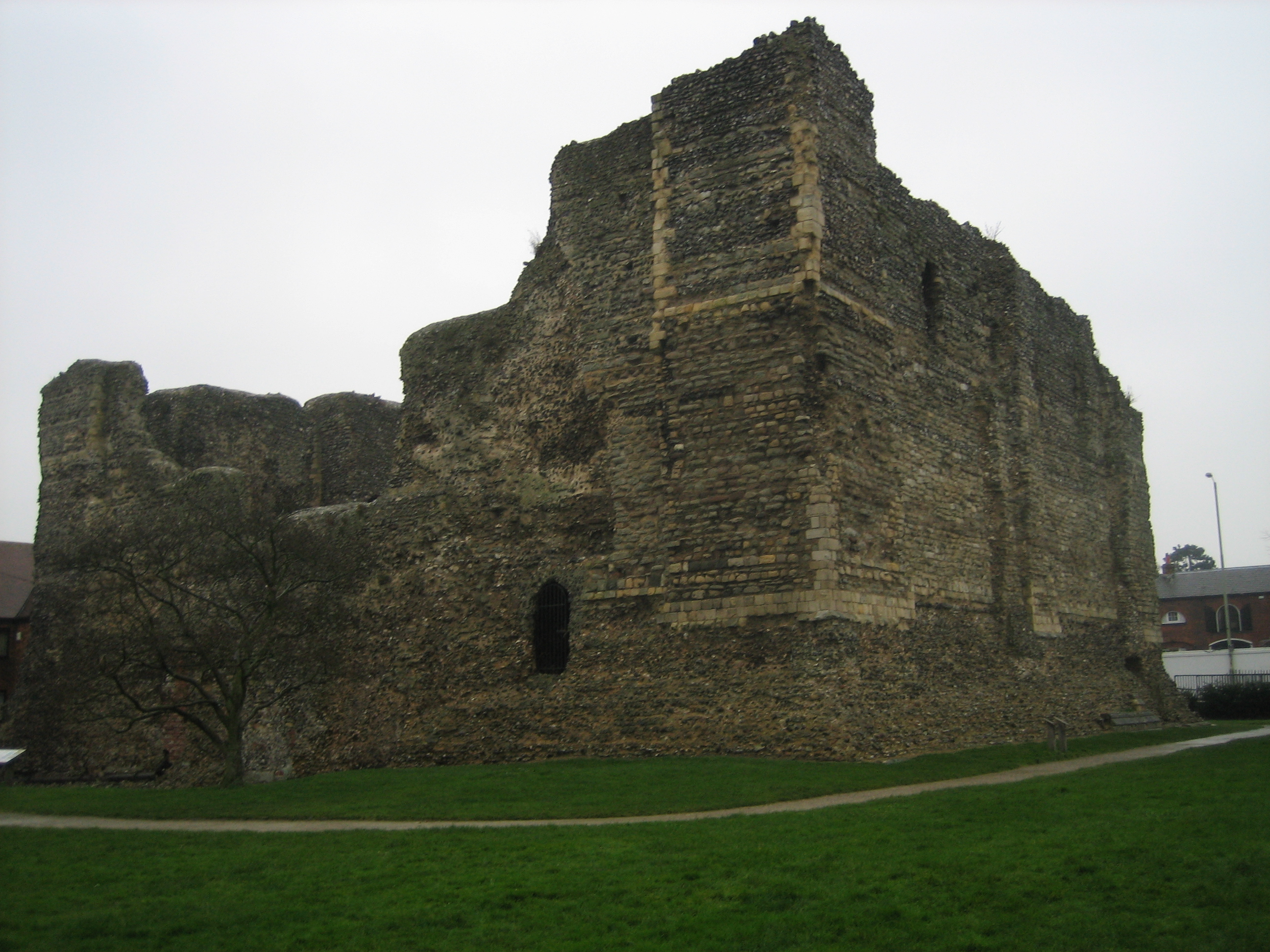
A fortaleza de pedra do castelo
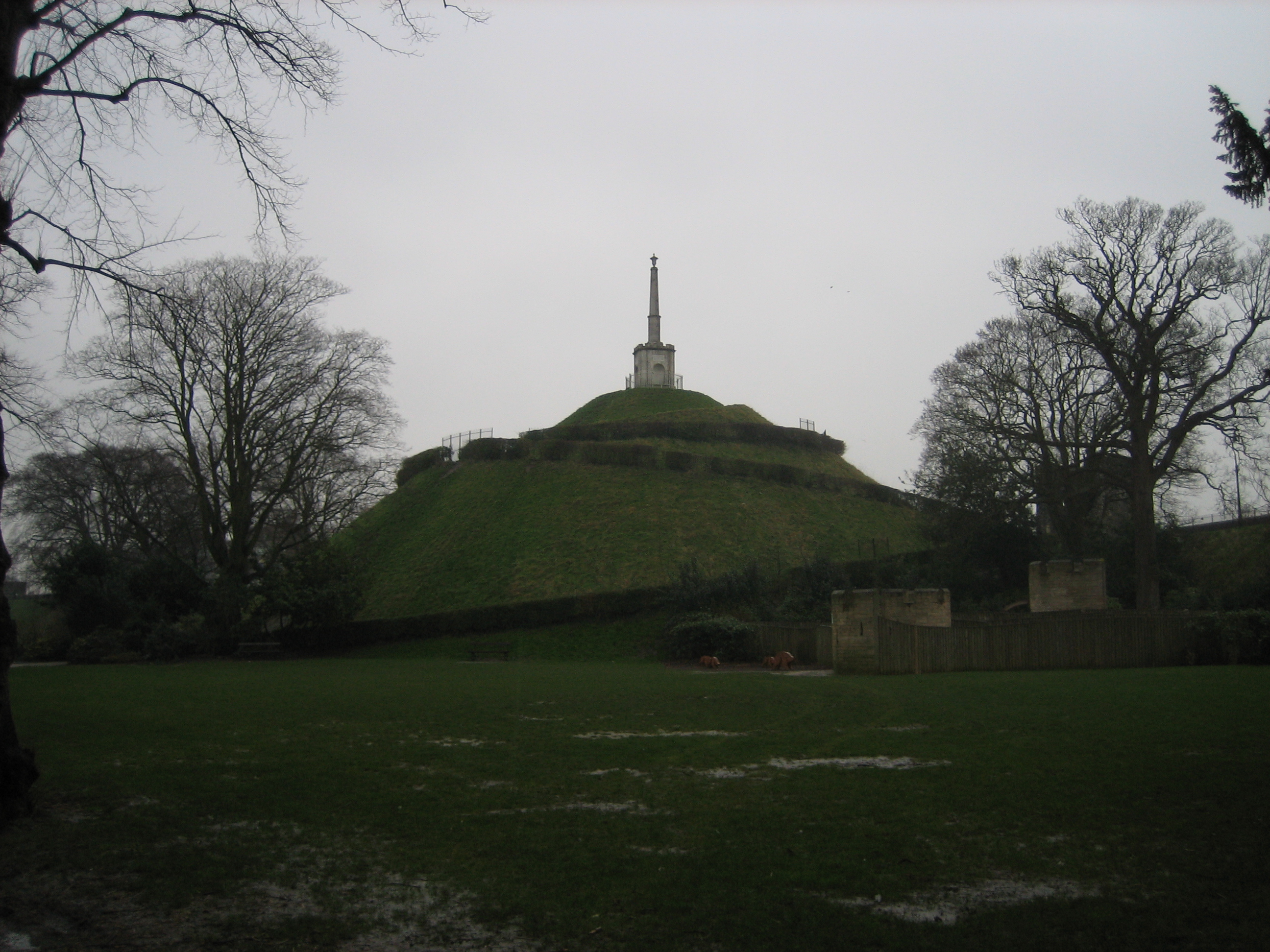
O monte nos jardins Dane John - uma provável mota
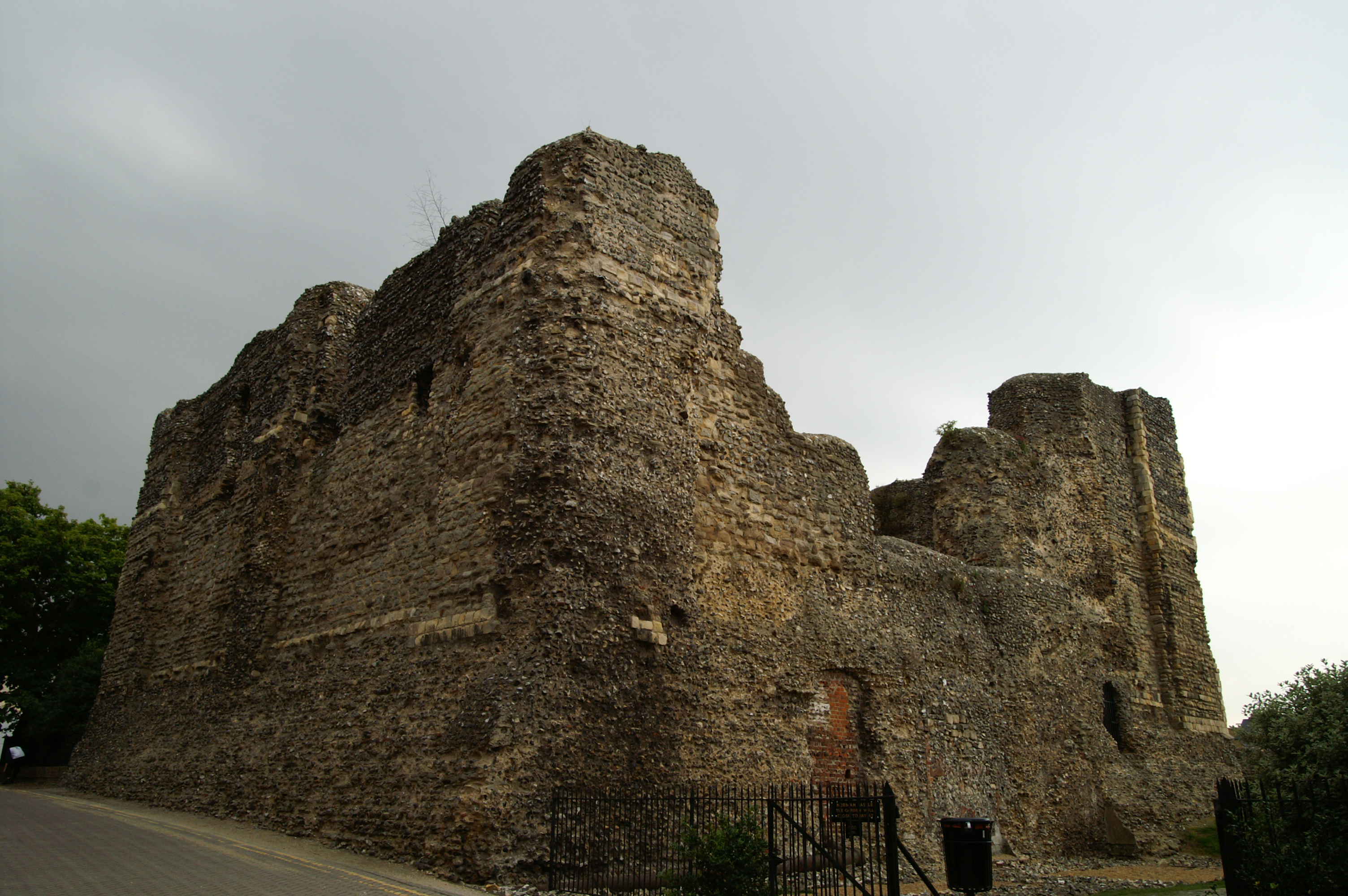
Castelo de Cantuária